# بریده‌های جراید
بریده‌های جراید (۱۹۰۹)، با عنوان فرعی طرح موضوعی گردآوری شده از ستون‌های تحریریه و مکاتبات روزنامه‌های روزانه، نمایشنامه‌ای از جورج برنارد شاو است. این یک کمدی لوده‌گری دربارهٔ کمپین حق رأی برای زنان در بریتانیاست. این نمایشنامه یک انحراف از درام‌های قبلی ایبسنسک شاو است که بیشتر در مورد مسائل اجتماعی بودند. بریده‌های جراید، دیدگاه‌های فمینیستی خود شاو را بیان نمی‌کند، اما در عوض استدلال‌های مبارزان ضد حق رای را به سخره می‌گیرد.
اتفاقات خود نمایش در سال ۱۹۱۲ رخ می‌هد، سه سال جلوتر از تاریخ تحریر آن و در آن تصور می‌شود که جنبش حق رای زنان دولت انگلستان را بر آن داشته که در مرکز لندن حکومت نظامی اعلام کند.
این نمایشنامه از آنجاکه سیاستمداران واقعی انگلستان را مورد سخره قرار داد، در ابتدا در بریتانیا سانسور شد اما اندکی بعد با تغییرات جزئی در انظار عمومی اجرا شد.

## شخصیت‌ها
- ژنرال میچنر، وزیر جنگ
- نخست‌وزیر بالزکویت
- خانم رزا کارمینا بنگر، رهبر ضد حق رای
- لیدی کورنتیا فنشاو، رهبر ضد حق رای
- خانم فارل، خدمتکار میچنر
- یک سرباز وظیفه

## طرح داستان
ژنرال میچنر و نخست‌وزیر بالزکوئیت در مواجهه با جنبش «حق رأی برای زنان» درمانده شده‌اند. میچنر که مخالف دادن حق رأی به زنهاست، باور دارد بهترین راه‌حل، حمله به معترضان است، اما بالزکوئیت که به رأی زنان و شوهران و فرزندان آنها احتیاج دارد، گفتگو با آنها و اعطای حق رأی به آنها را راهبرد بهتری می‌داند. در این میان، جنبش «ضد حق رأی برای زنان» نیز از آنها می‌خواهد فوراً زنها را از خیابان جمع کرده به زندان بیندازند. سرباز وظیفه نیز به اجباری شدن خدمت سربازی در انگلستان اعتراض دارد. میچنر و بالزکوئیت باید فوراً بر سر راه‌حلی با هم به توافق برسند پیش از آنکه گروه «ضد حق رأی برای زن‌ها» هر دو آنها را از میدان به در کند.

## سانسور
شخصیت‌های نمایش دلیل اصلی سانسور آن بودند. نمایشنامه به این دلیل که شاو به افراد واقعی طعنه زده آنها را به باد تمسخر می‌گیرد، ممنوعه اعلام شد. نام ژنرال میچنر، وزیر جنگ، دقیقاً شبیه ژنرال کیچنر است، با کنایه احتمالی دیگری به آلفرد میلنر، ویسکونت اول میلنر. نام نخست‌وزیر «بالسکویت» ترکیبی از بالفور و اسکوئیث است. آرتور بالفور از سال ۱۹۰۲ تا ۱۹۰۵ نخست‌وزیر بود. اچ اچ اسکوئیث در سال ۱۹۰۸ نخست‌وزیر شده بود و در زمان نگارش نمایشنامه بر سر کار بود.
شاو در سال ۱۹۲۶ سخنرانی‌ای کرد و در آن اعلام کرد که شخصیت «میچنر» بر اساس شاهزاده جورج، دوک کمبریج است، نه کیچنر.
آرچیبالد هندرسون، دوست و زندگی‌نامه‌نویس شاو، این نظریه را مطرح می‌کند که سانسور ممکن است به‌خوبی هدف واقعی را تشخیص داده باشد: «بالزکویت (بالفور-آسکویث) و میچنر (میلنر-کیچنر) شباهتی به هیچ‌یک از شخصیت‌هایی ندارند که با نام آنها پیشنهاد شده‌است؛ اما سانسورچی ممکن است دوک پیر کمبریج، عموی ملکه ویکتوریا را در لباس مبدل میچنر شناسایی کرده باشد.»
سانسور نمایشنامه منجر به انتشار اخباری در اروپا شد. در آلمان گزارش شد که سانسور مربوط به نظرات ضد آلمانی منتسب به ژنرال است. روزنامه آلمانی برلینر مورگنپست از شاو قسمت‌های مربوط به نمایشنامه را خواست. او آنها را به مترجم آلمانی همیشگی خود زیگفرید تربیچ داد. تربیچ ترتیبی داد که ترجمه در نشریهٔ برلینر تاگبلات منتشر شود. تربیچ بعداً ترجمه کاملی از نمایشنامه را تحت عنوان Zeitungs ausschnitte منتشر کرد.

## اجراها
حامیان شاو، «انجمن مدنی و دراماتیک» را برای دور زدن این ممنوعیت، که فقط برای تئاترهای عمومی اعمال می‌شد نه برای تولیدات خصوصی اعضای یک باشگاه، تأسیس کردند. این نمایشنامه برای اولین بار در ۹ ژوئیه ۱۹۰۹ تولید شد. دولت اجازه داد که نمایشنامه به صورت علنی با تغییر نام شخصیت‌ها به نخست‌وزیر «جانسون» و ژنرال «بونز» اجرا شود. اولین اجرای عمومی در تئاتر شادی، منچستر، در ۲۷ سپتامبر ۱۹۰۹ صورت گرفت. برخی از اجراها به عنوان بخشی از جنبش حق رای و برای حمایت از آن صورت گرفتند.

## دیدگاه شاو در مورد حق رأی‌ها
شاو از حامیان دیرینه حق رای زنان بود. این نمایش برای جمع‌آوری اعانهٔ مالی برای جامعه حق رأی زنان تحریر و اجرا شد. استدلال‌های شخصیت‌های «ضد حق رای»، استدلال‌های «لیگ ملی ضد حق رای» زنان را تقلید می‌کند.
عدم تمایل شاو برای به تصویر کشیدن سافرجت‌ها ممکن است ناشی از مخالفت شدید او با تاکتیک‌های املین پانکهورست باشد. اتحادیه اجتماعی و سیاسی زنان که پانکهورست رئیس آن بود، به‌طور فزاینده‌ای به خشونت، عموماً علیه مالکیت، متوسل می‌شد. شاو به یکی از رای‌دهندگان نوشت که نباید به اعضای جنبش اجازه داد که مرتکب جنایات جدی شوند.
پیش‌بینی شاو در نمایشنامه مبنی بر اینکه خشونت جنبش زنان تا سال ۱۹۱۲ به طرز چشمگیری افزایش می‌یابد درست بود، هرچند از نظر جلوه‌های کمیک اغراق‌آمیز بود. بعدها ثابت شد که سال‌های ۱۹۱۲–۱۹۱۳ نقطه اوج خشونت جنبش حق رأی بود، که طی آن تلاشی برای سوزاندن تئاتری که نخست‌وزیر اسکوئیث در آن حضور داشت و چندین تلاش برای بمباران خانه‌های سیاستمداران برجسته و حتی کلیسای جامع سنت پل انجام شد. یک بار، اعضای گروه «ضد حق‌رأی برای زنان» در جلسه اتحادیه مردان برای حق رای زنان، که شاو به آن تعلق داشت، حضور یافتند و فریاد زدند «به خانه بروید و بمب بسازید» و «چه کسی در سنت پل بمب گذاشت؟» و اینچنین جلسه را مختل کردند.

## دیدگاه‌های انتقادی
بریده‌های جراید در اولین اجرایش در ایالات‌متحده سرگرم‌کننده‌ترین اثری که شاو در چندین سال نوشته بود، خوانده شد و مورد استقبال قرار گرفت. منتقد تریسی سی دیویس می‌گوید که این نمایشنامه «به‌طور قابل‌توجهی با نمایشنامه‌های حق رأی نوشته شده توسط زنان متفاوت است». این نمایشنامه به موضوعات موازی می‌پردازد: «تقاضای حق رای زنان و اجرای خدمت سربازی اجباری مردان و همچنین اعطای حقوق مدنی (از جمله حق رای) به نیروهای مسلح.» نمایشنامه با الگوی معمولی ژانر لوده‌گری مطابقت دارد، به‌این‌صورت که یک مدافع «ضد حق رای» با افراط‌گرایی محض و غیرمنطقی‌گری خود کاری می‌کند که یک مرد مخالف حق رأی برای زن‌ها نظرش را کاملاً تغییر داده و موافق اعطای حق رأی به آنها شود.